# Sam Clucas
Samuel Raymond Clucas (25 de septiembre de 1990) es un futbolista inglés que juega como mediocampista en el Shrewsbury Town F. C. de la League Two.

## Trayectoria
Clucas comenzó su carrera como jugador juvenil en el Leicester City, donde pasó seis años antes de ser liberado. Estudió en el Lincoln College y tuvo un paso por Nettleham hacia el final de la temporada 2008-09, antes de unirse al club de su ciudad natal, el Lincoln City, donde permaneció hasta el verano de 2010. Después de un breve período en España, regresó a Inglaterra y subió de la League Two a la Premier League jugando con el Hereford United, el Mansfield Town, el Chesterfield y el Hull City; anotando en cada división en el proceso. Se unió al Swansea City el 23 de agosto de 2017, terminando su estancia en el Hull City. El 9 de agosto de 2018 fichó por el Stoke City. Dejó el club tras la temporada 2022-23 al expirar su contrato. Entonces estuvo sin equipo hasta que a mediados de septiembre firmó por el Rotherham United F. C. para lo que quedaba de campaña.

## Clubes
| Club                     | País       | Año       | Partidos | Goles |
| ------------------------ | ---------- | --------- | -------- | ----- |
| Nettleham F. C.          | Inglaterra | 2008-2009 |          |       |
| Lincoln City F. C.       | Inglaterra | 2009-2010 | 1        | 0     |
| Jerez Industrial C. F.   | España     | 2010-2011 | 20       | 0     |
| Hereford United F. C.    | Inglaterra | 2011-2013 | 62       | 9     |
| Mansfield Town F. C.     | Inglaterra | 2013-2014 | 49       | 13    |
| Chesterfield F. C.       | Inglaterra | 2014-2015 | 49       | 12    |
| Hull City A. F. C.       | Inglaterra | 2015-2017 | 96       | 9     |
| Swansea City A. F. C.    | Gales      | 2017-2018 | 17       | 1     |
| Stoke City F. C.         | Inglaterra | 2018-2023 |          |       |
| Rotherham United F. C.   | Inglaterra | 2023-2024 |          |       |
| Oldham Athletic A. F. C. | Inglaterra | 2024-2025 |          |       |
| Lincoln City F. C.       | Inglaterra | 2025      |          |       |
| Shrewsbury Town F. C.    | Inglaterra | 2025-     |          |       |